# 朴官五
朴 官五（パク・グァンオ、朝鮮語: 박관오、1929年2月 - ）は、朝鮮民主主義人民共和国の学者、政治家。平壌市人民委員会委員長、最高人民会議法制委員会委員、祖国統一汎民族連合北側本部副議長、金日成総合大学総長、原子力研究所所長などを歴任した。

## 経歴
1929年に日本統治下の平安北道（現慈江道）城干郡で、貧しい小作農の家に生まれた。朝鮮民主主義人民共和国が建国されると、江界師範専門学校に入学。その後ソ連留学生に選ばれ、留学のための講習を受けている最中に朝鮮戦争が勃発したことから、留学を断念し朝鮮人民軍に入隊した。人民航空学校に入学し学習大隊民青委員長となったが、留学を断念した旨を金日成首相が知ると、国のためにすぐに出発するようにと指示を出し、1952年にソ連のモスクワ大学に留学した。帰国後は金日成総合大学物理学部で教鞭をとり、1970年8月に科学院副院長に任命された。1972年11月に国家原子力委員会委員長代理として国際原子力機関に書簡を送り、ソ連から燃料棒を輸入する際に国際原子力機関の規則を遵守すると書いた。同年12月に最高人民会議第5期代議員に選出され、1978年に原子力国家委員会副委員長に任命された。1981年には原子力研究所所長に任命され、ドゥブナ合同原子核研究所副所長を兼任し、世界的に有名な核物理学者として知られるようになった。
1985年に政界に転じ、朝鮮労働党副部長に任命された。1987年1月に金日成総合大学総長に任命され、大学代表団を率いてにソ連を訪問。1989年に開催された第13回世界青年学生祭典に南北会談の北側代表として参加した。1990年5月に最高人民会議法案審議委員会委員に選出され、1991年1月に祖国統一汎民族連合北側本部副議長に任命された。1992年には科学界への貢献が認められ金日成勲章を受賞した。1998年9月に最高人民会議法制委員会委員に選出された。2004年2月に金日成総合大学総長を解任されたが、2007年4月に平壌市人民委員会委員長（市長に相当）に任命され、2007年7月10日に朝鮮総連本部ビル売却問題に関連して、日本政府の「朝鮮総連弾圧」を糾弾する平壌市群衆大会に参加した。
2009年3月9日に実施された最高人民会議第12期代議員選挙で代議員に再選され、4月9日に開催された最高人民会議第12期第1回会議で法制委員会委員に再任された。2010年7月に平壌市人民委員会委員長を解任され、2014年3月9日に実施された最高人民会議第13期代議員選挙で代議員に再選されなかった。

## 参考サイト
- 북한정보포털

| 先代方鉄甲 | 平壌市人民委員会委員長2007年 - 2010年 | 次代梁万吉 |

| 先代 | 金日成総合大学総長1987年 - 2004年 | 次代成自立 |